# Palacio Carafa di Maddaloni
El Palazzo Carafa di Maddaloni es un edificio monumental de Nápoles, Italia. Está ubicado en Spaccanapoli, en pleno centro histórico de la ciudad, siendo adyacente a la Via Toledo, frente al Palazzo Doria d'Angri.

## Historia
El edificio fue levantado en 1580 por la voluntad de Cesare d'Avalos, marqués del Reino de Aragón. La propiedad pasó por diferentes dueños: en la primera mitad del siglo XVII, el Palacio fue adquirido por el banquero flamenco Gaspar Roomer, mientras que alrededor de 1650 pasó a la familia Carafa a cambio de Villa Bisignano, en la localid napolitana de Barra. El 11 de febrero de 1656, lo adquirió en una subasta pública Diomede V Carafa, conde de Cerreto Sannita y duque de Maddaloni, quien encargó las obras de renovación al arquitecto Cosimo Fanzago; dichas obras duraron hasta 1710. Pietro Sanbarberio realizó la portada, mientras que los pintores Micco Spadaro, Francesco di Maria y Giacomo del Pò decoraron las habitaciones.
Las intervenciones del proyecto de Fanzago incluyeron la realización del pórtico delante de la entrada, la ampliación de la escalera principal, que tomó su forma actual, la ampliación de la segunda planta y la elevación de una tercera planta. Además, se llevaron a cabo otras notables obras estructurales: el refuerzo de los cimientos, la realización de la gran portada principal y de las cuatro fachadas exteriores, la ampliación de la Sala Maddaloni, con la creación de la logia de mármol y la terraza en el exterior, la transformación de las ventanas en balcones, la decoración de las estructuras ya existentes con estucos y yesos, la conexión hídrica con el acueducto de la Bolla.
Entre 1766 y 1770 se realizaron nuevas obras de decoración y otros ambientes del Palacio fueron pintados al fresco por Fedele Fischetti, quien también pintó la bóveda del vestíbulo del patio.
El Palacio fue propiedad de la familia Carafa di Maddaloni hasta el 21 de noviembre de 1806, cuando Diomede Marzio Pacecco Carafa, fuertemente endeudado, se vio obligado a venderlo. Eso llevó a una fragmentación del inmueble con la sucesión de nuevos propietarios (como el príncipe de Columbrano y el príncipe de Avellino), a partir de 1850, la división entre el príncipe Monaco de Arianiello, el conde Garzilli, la duquesa Caetani de Miranda, el príncipe de Ottaiano, el caballero Del Prato y el duque de Catemario.
A comienzos del siglo XIX, el conde Garzilli hizo construir una escalera subsidiaria en el lado izquierdo del patio para acceder a su parte del apartamento. Además, fue construida una pasarela cubierta en la tercera planta y una nueva conexión hídrica con el acueducto del Carmignano.
Como testimonia una placa colocada en la esquina entre Via Maddaloni y Via Toledo, el Palacio fue sede de la Corte Suprema de Justicia. 
Durante la Segunda Guerra Mundial, el edificio fue gravemente dañado. Otros daños fueron causados por el terremoto de Irpinia de 1980, así que en 1982 comenzó una larga intervención de restauración conservadora.

## Descripción
El Palacio ocupa una entera manzana, ubicada entre dos importantes calles de Nápoles, Via Toledo y Via Sant'Anna dei Lombardi, entre dos callejones, Via Tommaso Senise y Via Maddaloni (en este último, se encuentra la entrada principal). La estructura tiene una planimetría irregular, debido a las varias transacciones de terrenos que se han sucedido a lo largo de los siglos y a las adiciones. Sobre las ventanas de las fachadas externas se pueden apreciar decoraciones con estucos, con medallones representando a leones y águilas, queridos por Carafa para simbolizar las virtudes de su familia.

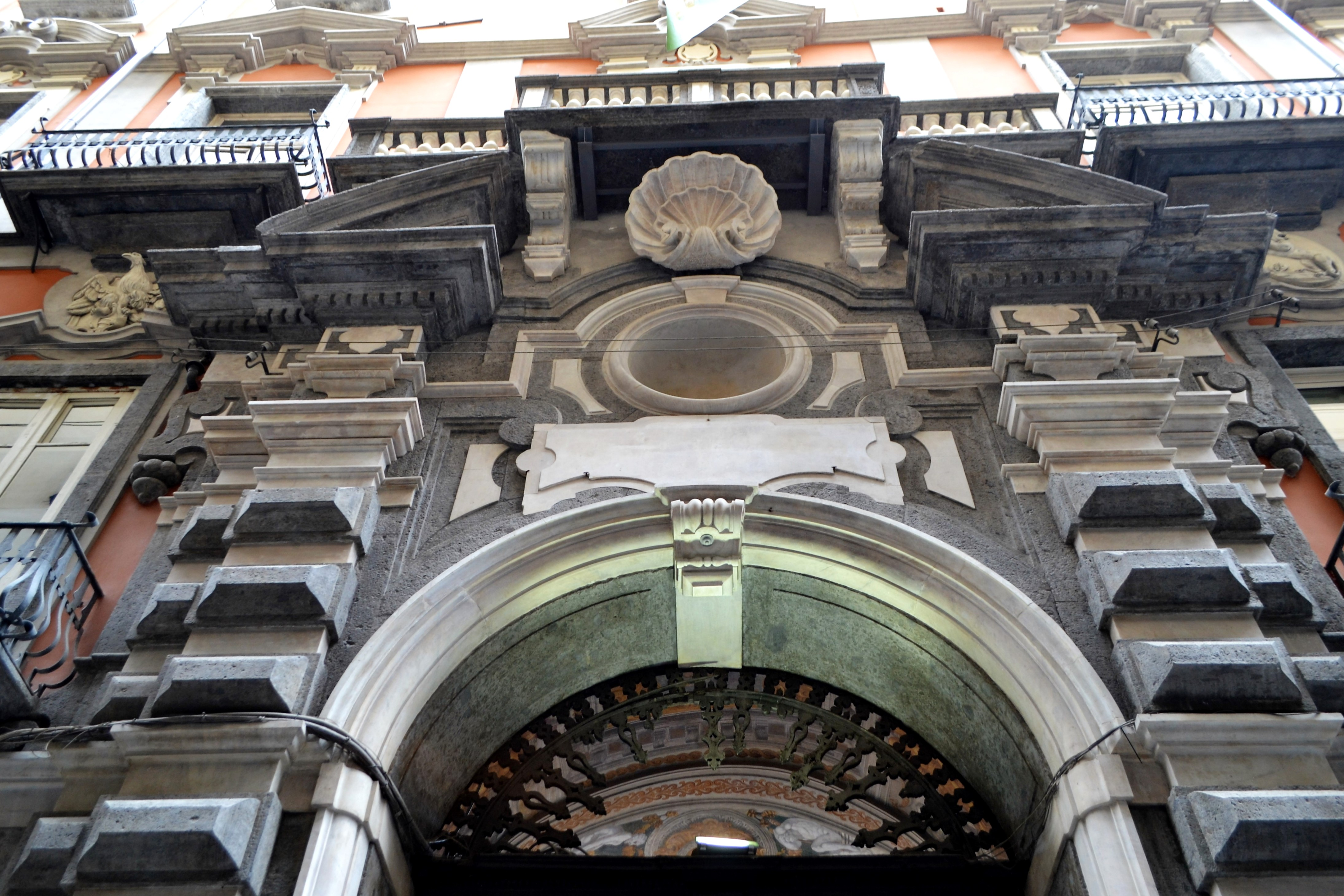
La portada en Via Maddaloni.

La fachada principal que da a la Via Maddaloni se caracteriza por una rica portada de mármol y roca piperno que serviría de modelo para todas las posteriores portadas del siglo XVIII. La portada consiste en un arco de medio punto que alberga un marco de madera del siglo XVII; a los lados de la portada se levantan parejas de pilastras toscanas superpuestas en almohadillas alternas que apoyan sobre basamentos hinchados y superpuestos, las cuales a media altura son interrumpidas por una fascia que se une al arranque del arco de entrada. A sus lados, las pilastras están acompañadas de volutas terminando en fastigios y colocadas debajo del entablamento interrumpido por la decoración escultórica de cartelas y por un edículo de forma redonda, en cuyo interior se encontraba el busto de Diomede V Carafa. Un tímpano abierto bordea el balcón del piano nobile.
El vestíbulo se caracteriza por su gran altura, que también incluye la entreplanta; la bóveda está pintada al fresco por Fedele Fischetti y en una pared lateral, se encuentran los restos de una fuente de agua de mármol. El patio, de planta rectangular, cuenta con una escalera en el lado derecho; en el fondo, se encuentra el porche del siglo XVI, que ha perdido parcialmente la originaria decoración en estuco.

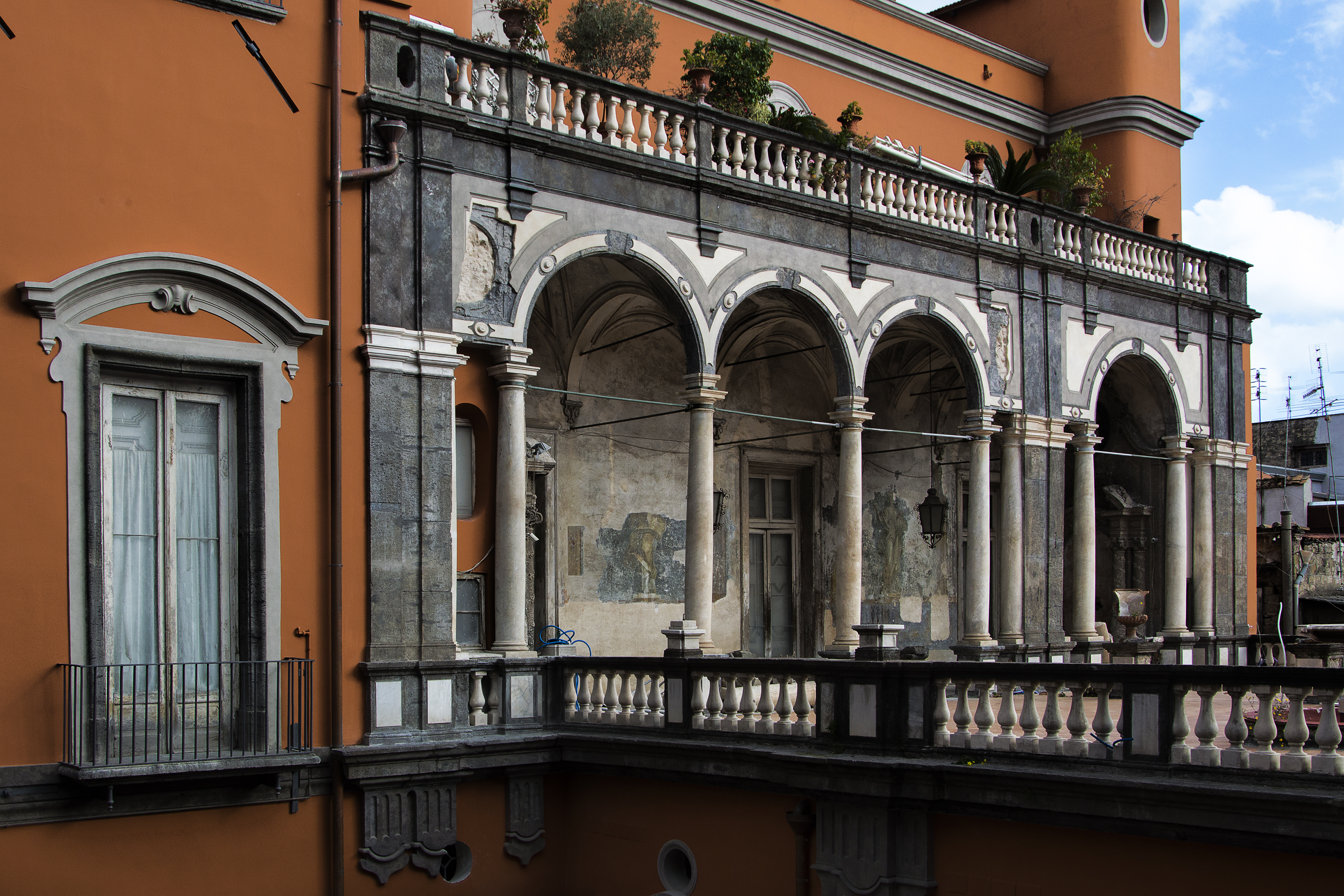
La logia-serliana.

En el piano nobile se encuentran varias salas, actualmente fraccionadas por la creación de apartamentos, que fueron pintadas al fresco por algunos de los más importantes pintores de estilo barroco y rococó, como Fedele Fischetti, Giacomo del Pò, Francesco di Maria y Francesco de Mura. Entre las salas principales se puede mencionar la Gran Sala Maddaloni (cuya construcción se remonta a la primera mitad del siglo XVII), que nació como salón de baile; en su exterior, se abre una logia-serliana de mármol, de orden toscano, que termina con la balaustrada de la terraza superior (estos dos últimos elementos arquitectónicos se remontan a las obras de Fanzago, en la segunda mitad del siglo XVII). En su interior, esta sala presenta frescos de trampantojo en las paredes y en la base de la bóveda, con las Storie del trionfo di Alfonso d'Aragona (Historias del triunfo de Alfonso V de Aragón), iniciados por Giacomo del Pò y completados por Fedele Fischetti entre 1766 y 1770, que giran en torno al perímetro y por debajo de los cuales se abren unos pequeños balcones con falsas barandillas de madera. La sala era utilizada por Diomede Carafa para el teatro, la danza y la música: aquí actuaron Alessandro y Domenico Scarlatti, Giovanni Battista Pergolesi, Leonardo Leo y varios otros compositores. Giacomo Casanova, en sus Memorias, recuerda esta sala como una "galería riquísima", mientras que Tommaso Caracciolo describe detalladamente las ricas decoraciones interiores en una carta de 1811, tras adquirir el edificio. 
También la Sala della Scherma (Sala de la Esgrima) aún conserva el ciclo original de Fischetti, mientras que la Sala Sferica (así llamada por su forma arquitectónica esférica), colocada en la esquina entre Via Senise y Via Toledo y cuya bóveda fue decorada por Giacomo del Pò, quedó destruida permanentemente durante la Segunda Guerra Mundial.
Otras salas del edificio cuentan con decoraciones barrocas, rococó y neoclásicas de principios del siglo XIX. Un pasillo con arcadas que da a la Via Senise actualmente está cerrado por varias adiciones sucesivas.